# Ríssovoie (Primórie)
|  | Per a altres significats, vegeu «Ríssovoie». |

Ríssovoie (en rus: Рисовое) és un poble del krai de Primórie, a l'Extrem Orient de Rússia, que en el cens del 2010 tenia 466 habitants.